# عازفو الكمان الثلاثة (مسرحية)
عازفو الكمان الثلاثة (بالإنجليزية: Fiddlers Three) هي مسرحية لعام 1972 من تأليف كاتبة الغموض والجريمة الإنجليزية أجاثا كريستي وقد أخرج المسرحية ألان ديفيس.

## الطاقم
- دوريس هير
- ريمون فرنسيس
- آرثر هوارد
- مارك ينج ديفي
- غابور باركر
- جوليا فيدلر